# Starcewo
Starcewo (buł. Старцево) – wieś w południowej Bułgarii, w obwodzie Smolan.
W 1978 roku odkryto w Starcewie tracką świątynię.